# Heinrich Kümmel

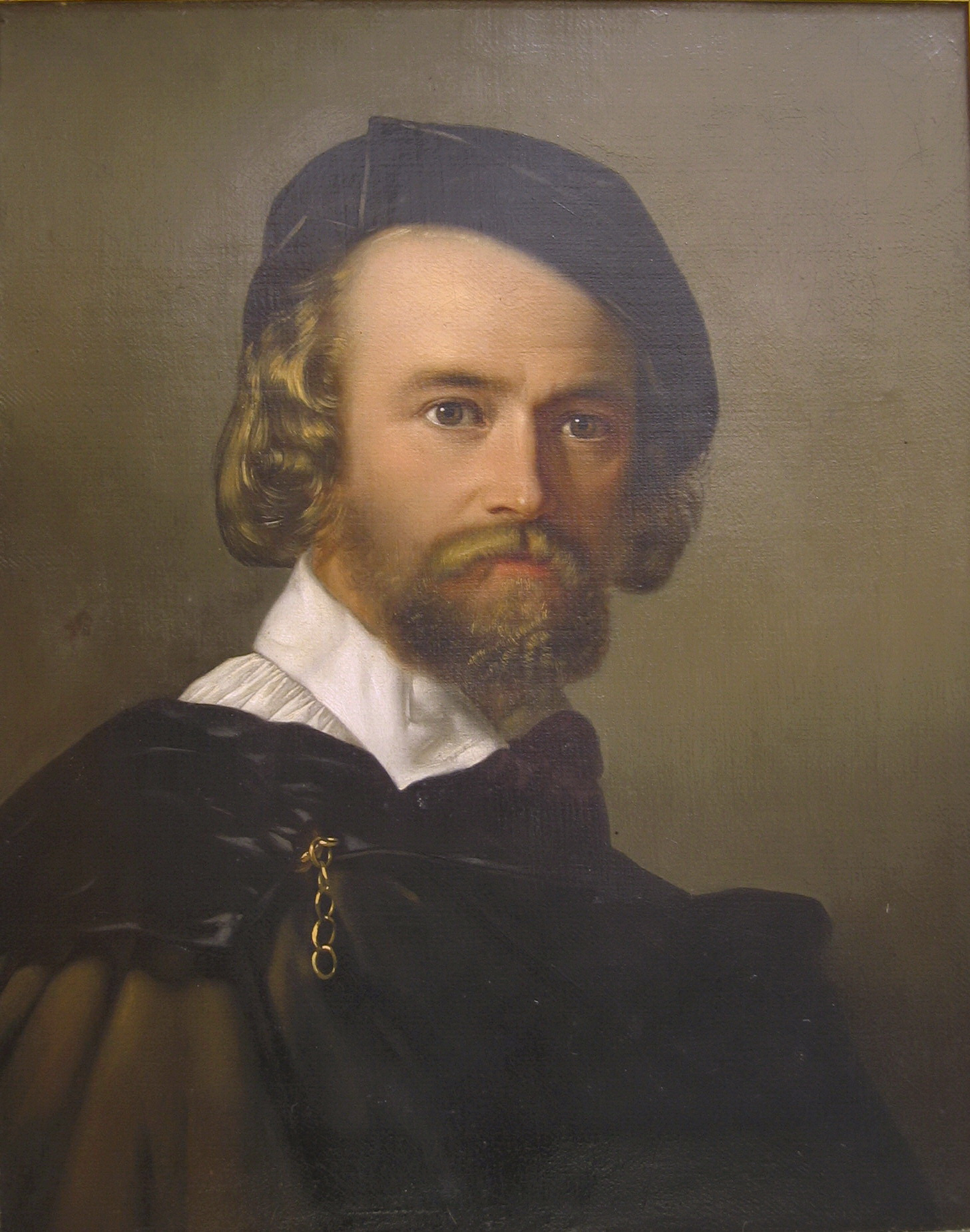
Heinrich Kümmel, gemalt von Johann Caspar Weidenmann. Rom, zwischen 1833 und 1837

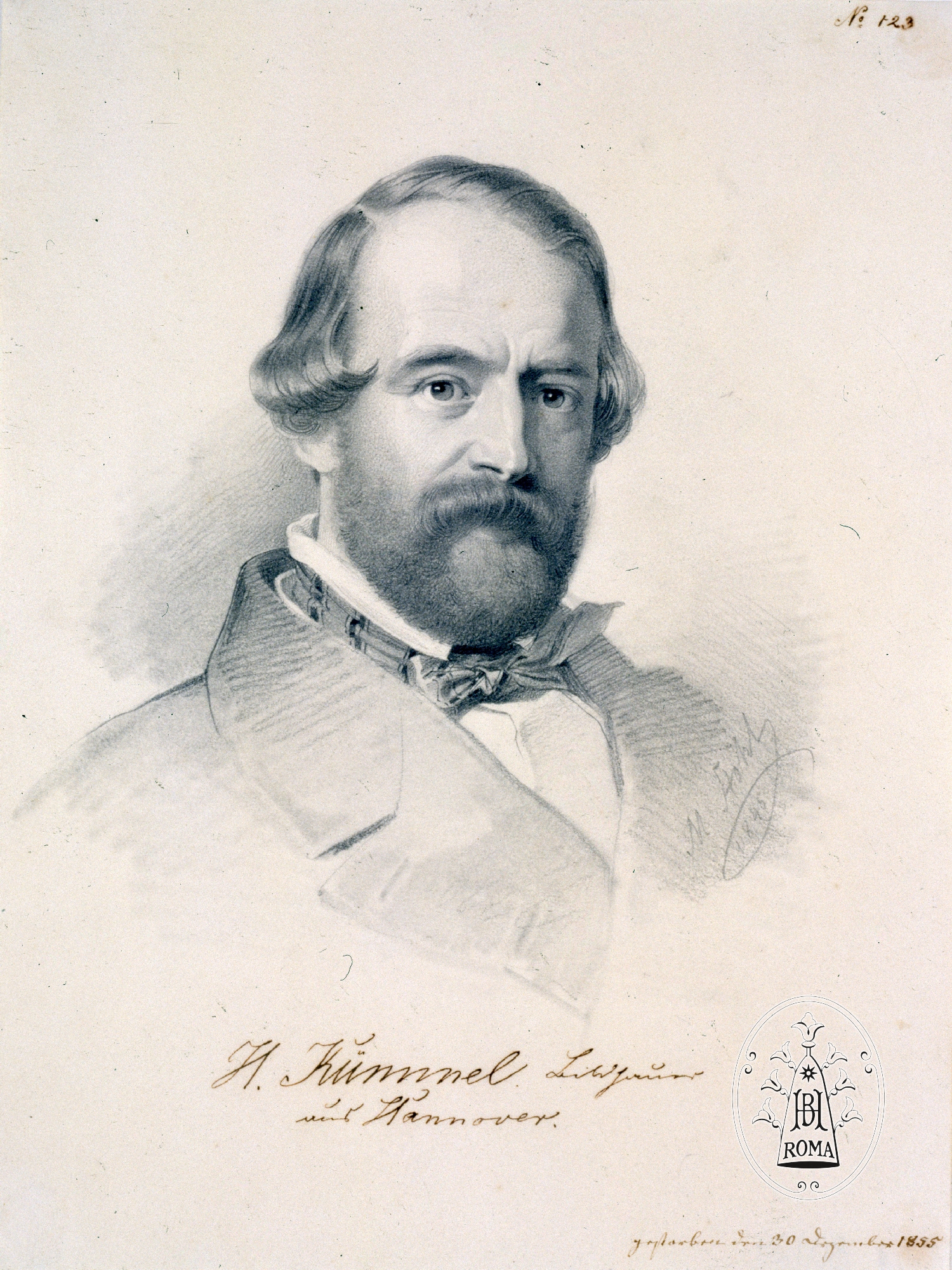
Heinrich Kümmel, gezeichnet von Michael Stohl, Rom 1845

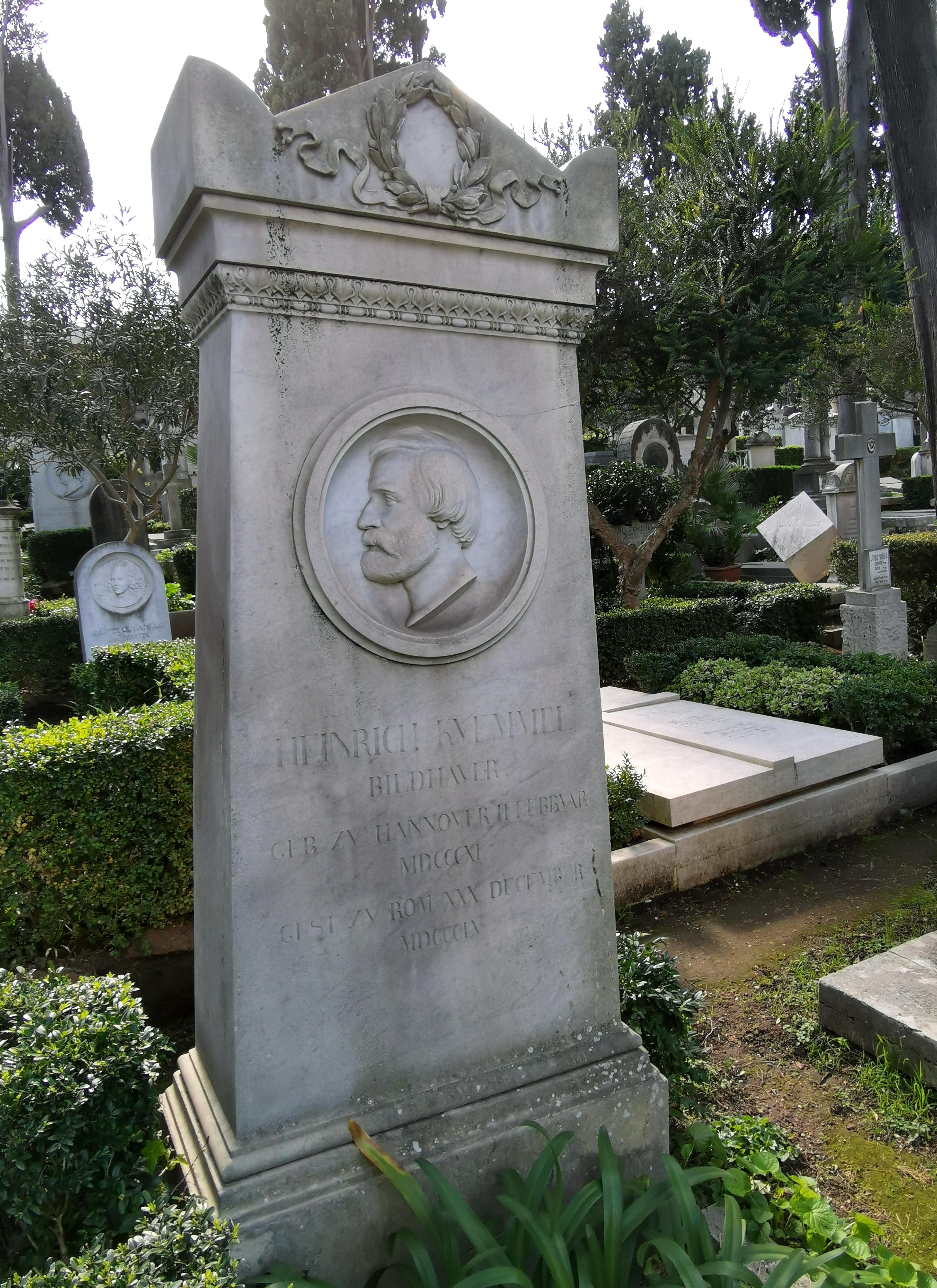
Grab auf dem Nichtkatholischen (Protestantischen) Friedhof Rom

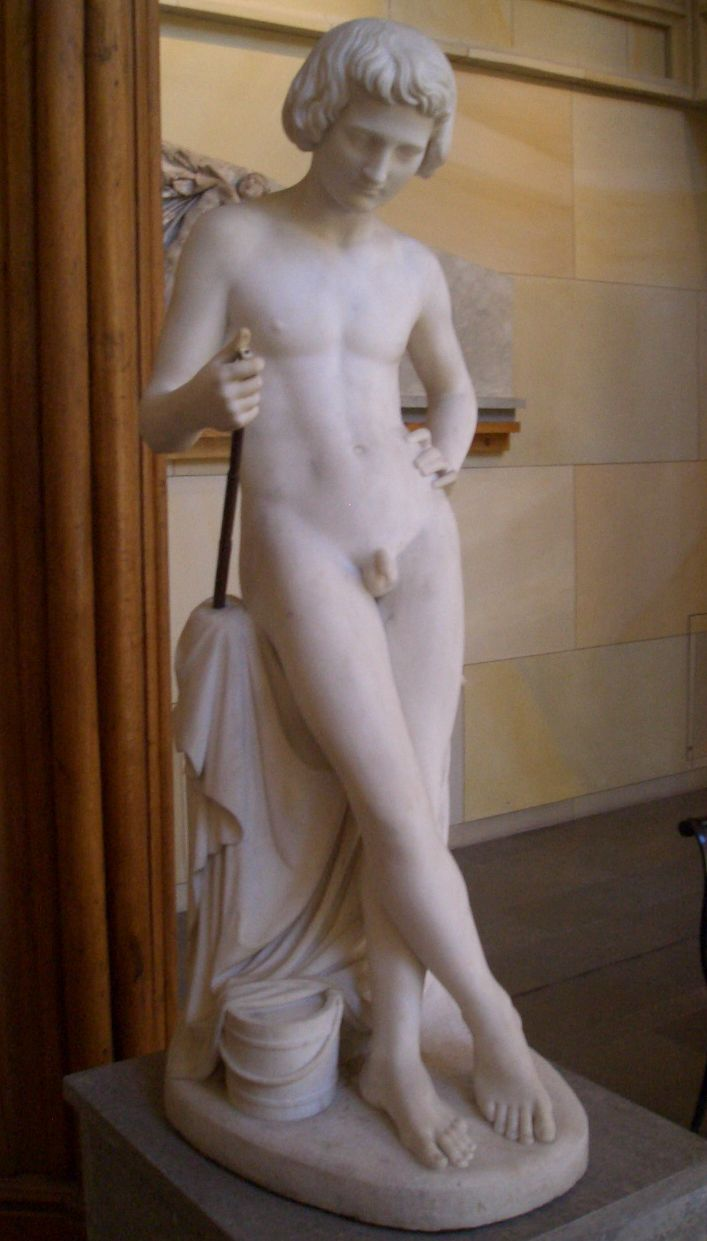
Fischerknabe, 1840

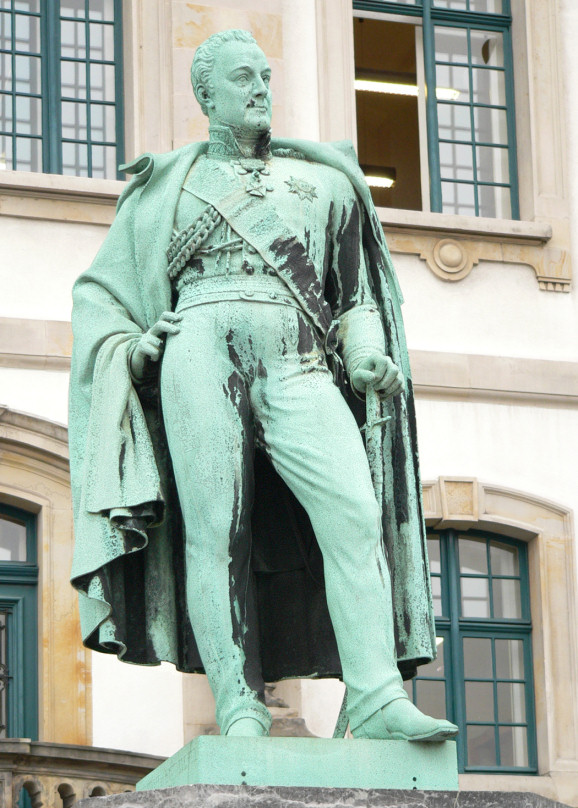
Hannover, Waterlooplatz: General-von-Alten-Denkmal

Heinrich Kümmel (auch: Heinrich August Georg Kümmel und August Georg Heinrich Kümmel; * 2. Februar 1810 in Hannover; † 30. Dezember 1855 in Rom) war ein deutscher Bildhauer des Spätklassizismus.

## Leben
Heinrich Kümmel war ein Sohn des Hof-Ofensetzers Johann Friedrich Kümmel und – nach dem Tod von dessen erster Ehefrau Anna Dorothea Luise Krieg, Tochter des auf dem Lindener Berge tätigen Krugwirts Johann Georg Krieg – der Hanna Dorothea Krieg, der zwei Jahre jüngeren Schwester der Verstorbenen. Er war der jüngste Halbbruder von Georg Kümmel und Mitglied der ursprünglich aus Oberhessen stammenden Familie Kümmel. Kümmel wurde laut dem Taufregister am 6. März 1810 in der Aegidienkirche als August Georg Heinrich Kümmel getauft.
Bis zu seinem 15. Lebensjahr besuchte Heinrich Kümmel das Lyzeum in Hannover, seine erste künstlerische Ausbildung erhielt er danach bei dem Bildhauer August Hengst. An sich wollte oder sollte er bei Johann Heinrich Ramberg Zeichenunterricht erhalten, dieser hatte aber schon zu viele Schüler.
Die Ausbildung bei Hengst war für den jungen Kümmel nicht ausreichend, so ging er 1828 mit gerade 18 Jahren nach Berlin, wo er seine Ausbildung bei den Brüdern Carl und Ludwig Wilhelm Wichmann fortsetzte. Beide Künstler hatten bei Gottfried Schadow studiert und in Rom und Paris gearbeitet.

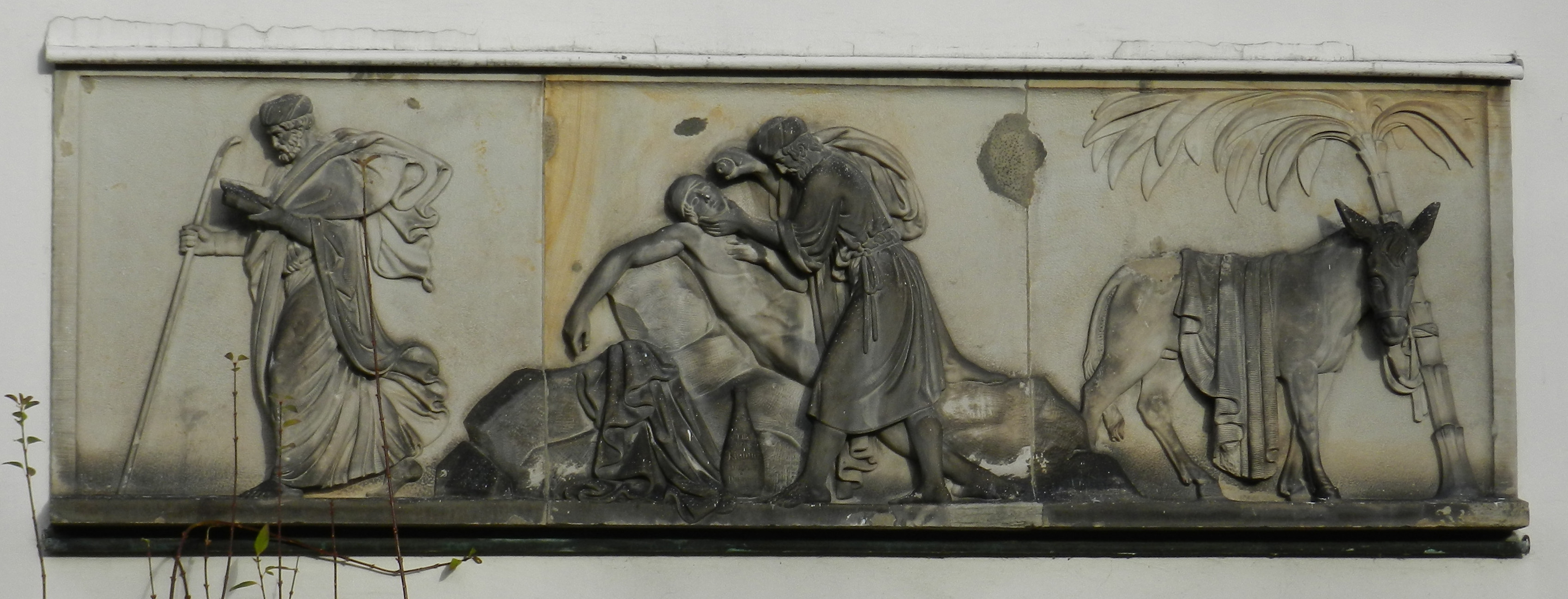
Relief Der barmherzige Samariter

Schon die Aufzählung seiner Lehrer zeigt, dass er von Anfang an klassizistisch beeinflusst war und selbst auch so arbeitete. Ein Erstlingswerk von ihm war 1832/33 das Relief des Barmherzigen Samariters.  Es war über der Eingangstür des Städtischen Krankenhauses zu Linden angebracht. An Stelle dieses Krankenhauses ist nach dem Zweiten Weltkrieg dort die Hautklinik Linden entstanden. Das Relief befindet sich seitdem an der Gartenseite.  Er hatte es nach einer flüchtigen Skizze seines späteren Lehrers in Rom Bertel Thorvaldsen geschaffen und es war ihm so gut gelungen, dass Thorvaldsen, als er einige Jahre später durch Hannover kam, gesagt haben soll: „Wahrhaftig, Kümmel hat’s besser gemacht, als ich’s gezeichnet habe!“
Nach dem Studium in Berlin setzte er seine Studien in Rom bei dem dänischen Bildhauer Bertel Thorvaldsen fort. Seit 1836 hatte Kümmel dort ein eigenes Atelier und war mit August Kestner, dem hannoverschen Gesandten beim Vatikan, befreundet. Dieser war der Sohn von Charlotte Kestner (Werthers „Lotte“). Von Kümmel stammt eine Marmorbüste Kestners von 1845. Und Kestner, der neben seinen politischen Pflichten ein großer Mäzen, Kunstkenner und auch selbst Amateurkünstler war, hat auch Kümmel porträtiert.
Die Freundschaft zu Kümmel ging sogar so weit, dass er ihm Geld zur Verfügung stellte, damit dieser beispielsweise einen 1836 modellierten Ballschläger in Marmor ausführen konnte.  Es gelang Kestner dann auch, mit dem russischen Kronprinzen einen Käufer für dieses Werk, den sogenannten Ballonschläger, zu finden. Die Skulptur beeinflusste 1863 den Schweizer Bildhauer Ferdinand Schlöth bei der Gestaltung einer ebensolchen Figur.
Vorübergehend nach Hannover zurückgekehrt, gründete Kümmel 1842 mit August Hengst, Wilhelm Kretschmer und Justus Molthan den Hannoverschen Künstlerverein. Kestner verschaffte Kümmel auch den Auftrag für das Bronzestandbild des „Siegers von Waterloo“, General Carl von Alten (1764–1840). Wie aus einem Brief Kestners hervorgeht, hat Kümmel 1845 begonnen, daran zu arbeiten. 1849 wurde es vor dem Königlichen Archiv am Waterlooplatz in Hannover aufgestellt.
Heinrich Kümmel starb 1855 in Rom. Seine Grabstätte befindet sich auf dem Protestantischen Friedhof an der Cestius-Pyramide in Rom, auf dem auch August Kestner und Goethes Sohn August beigesetzt sind.

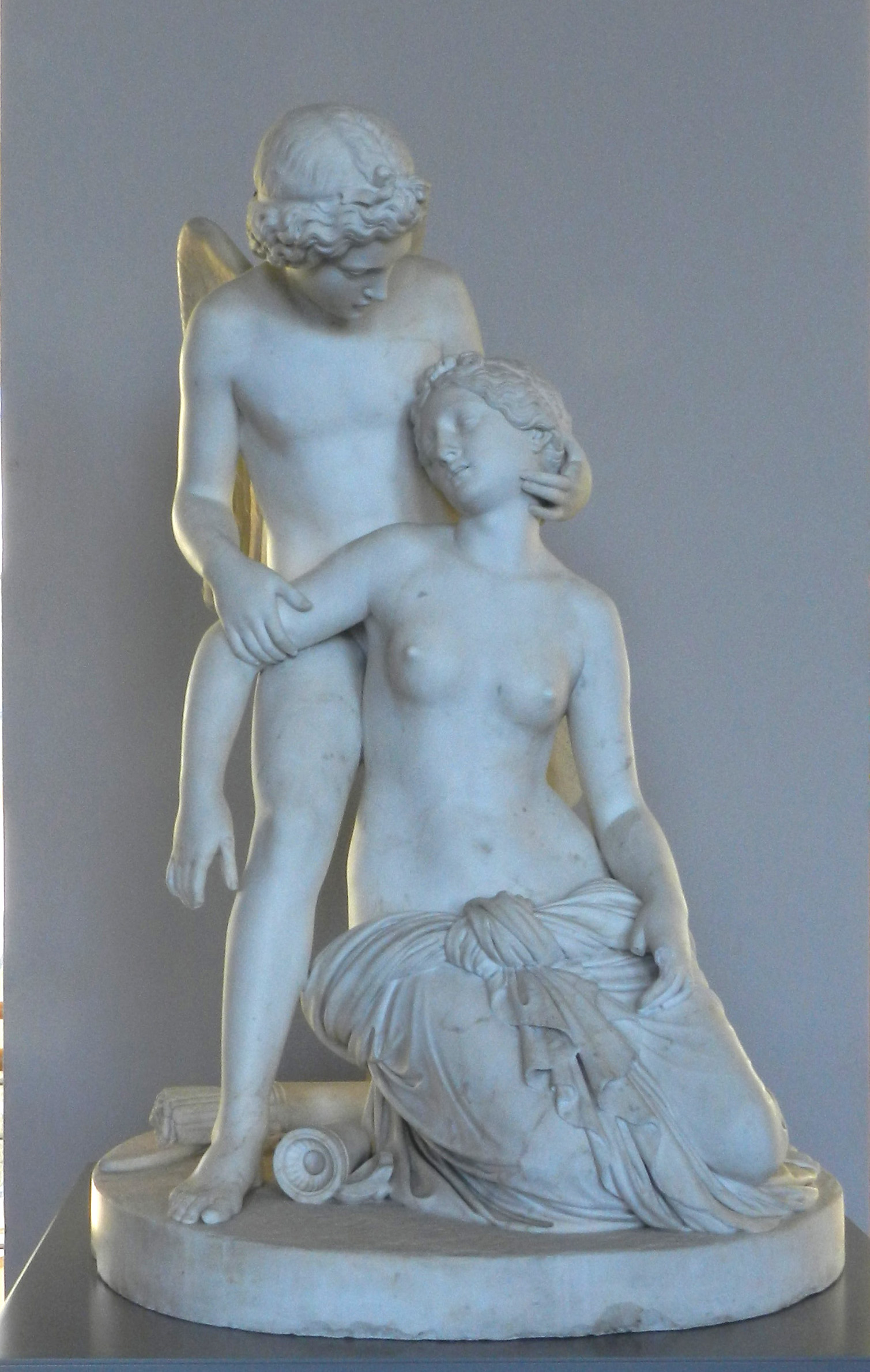
Amor und Psyche

Nach seinem Tod wurde der gesamte Nachlass auf Wunsch des Verstorbenen dem Museum für Kunst und Wissenschaft (dem heutigen Niedersächsischen Landesmuseum) in Hannover geschenkt. Darunter befand sich neben vielen kleinen Arbeiten in Gips und Ton auch die Gruppe Amor und Psyche. Da das Museum nicht in der Lage war, die Kosten für den Transport von Rom nach Hannover zu tragen, übernahm dies der damalige hannoversche König.
In Hannover erinnert die Heinrich-Kümmel-Straße südlich der Nord/LB an den Bildhauer. Er wuchs in einer Zeit auf, als es am Aegidientorplatz noch den Stadtgraben, Gärten, Schilderhäuschen, Torwache und Torschreiber gab. Helmut Plath hat in seinem Bildband Hannover im Bild der Jahrhunderte einige „oft erzählte hannoversche Anekdoten“ festgehalten, die sich um den Namen der Familie Kümmel rankten. Kümmel war nicht nur ein Gewürz, sondern vor allem ein daraus hergestellter, im 19. Jahrhundert verbreiteter gesüßter Likör.

„Der Vater, so sagte man, habe einige Kinder im zartesten Alter verloren. Der Tod des einen Sohnes sei von dem Pfarrherrn von St. Ägidien mit den Worten abgekündigt worden: 'Dem Herrn über Leben und Tod hat es gefallen, schon wieder einen kleinen Kümmel zu sich zu nehmen.' Von dem Sohn erzählt man, er habe mit seinem Namen, dieses Mal jedoch freiwillig, ein ähnliches Spiel getrieben, als er ihn als Künstlersignatur auf die Wasserflasche des Barmherzigen Samariters schrieb.“

Die Wasserpumpe neben der Torwache auf dem alten Aegidientorplatz, die auf einem Ölbild von Georg Wein von 1854 zu sehen ist, wurde im Volksmund „Kümmelbrunnen“ genannt.